# ブレイク・ファーガソン
ブレイク・ファーガソン（Blake Ferguson、1990年3月20日 - ）は、オーストラリア連邦ニューサウスウェールズ州シドニー出身のラグビーリーグ選手。ラグビーユニオン選手として、2021年にジャパンラグビーリーグワンのNECグリーンロケッツ東葛に加入したが、シーズン開幕前に解雇された。

## 経歴
オーストラリアシドニー出身。
ラグビーリーグオーストラリア代表に選ばれたことがある。
13人制ラグビーリーグのクロヌラ＝サザランド・シャークス、キャンベラ・レイダーズ、シドニー・ルースターズ、パラマタ・イールズを経て、2021年11月に15人制のラグビーユニオンへ転向しNECグリーンロケッツ東葛に加入。
2021年12月30日、コカインを所持していたとして、麻薬及び向精神薬取締法違反の現行犯で逮捕された。これを受けて2022年1月2日、一度も試合出場がないまま、NECグリーンロケッツ東葛から契約解除された。
2022年4月29日、13人制ラグビーリーグ RFLチャンピオンシップのリー・センチュリオンズに、1年契約で加入。
2023年10月3日、オーストラリアのKurri Kurri Bulldogsに加入。2024年4月26日に契約解除。翌27日にWellington Cowboysと契約した。